# Coryphella californica
Coryphella californica is een slakkensoort uit de familie van de Coryphellidae. De wetenschappelijke naam van de soort is voor het eerst geldig gepubliceerd in 1904 door Bergh.